# فرودگاه اک گودانگ
فرودگاه اک گودانگ (به انگلیسی: Aek Godang Airport) (به زبان بومی: Bandar Udara Aek Godang) یک فرودگاه همگانی با کد یاتا AEG است که یک باند فرود آسفالت دارد و طول باند آن ۱۳۹۶ متر است. این فرودگاه در کشور اندونزی قرار دارد و در ارتفاع ۲۸۱ متری از سطح دریا واقع شده‌است.

## شرکت‌های هواپیمایی و مقصدهای پروازی
The following destinations are served from this Airport:
| شرکت‌های هواپیمایی | مقصدهای پروازی                                 |
| ----------------- | ---------------------------------------------- |
| سوسی ایر          | کوالا نامو، مینانگکابو، فردیناند لومبان توبینگ |
| وینگز ایر         | کوالا نامو                                     |